# Thomas Vaughan (mort en 1483)
Pour les articles homonymes, voir Thomas Vaughan et Vaughan.
Thomas Vaughan (v. 1410 – 25 juin 1483) est un diplomate gallois qui a servi lors de la Guerre des Deux-Roses successivement auprès des rois Henri VI et Édouard IV. En 1483, il est exécuté par Richard III dans le cadre de sa prise du pouvoir.

## Carrière
Vaughan était le fils de Robert et Margaret Vaughan de Monmouth. En 1446 il fut nommé lieutenant du roi dans le Herefordshire. En 1450, il devint Master-General of the Ordnance. Il entra au Parlement en 1455 en tant que député du Marlborough, dans le Wiltshire.
Bien qu'étant un ami de Jasper Tudor, Vaughan fut accusé de comploter contre le roi Henri VI en 1459.  Il rentra cependant en grâce en 1460.
Après la bataille de St Albans en février 1461, Vaughan s'embarqua pour l'Irlande avec le trésor d'Henri mais fut capturé par des pirates français. Étonnamment, le yorkiste Édouard IV paya sa rançon. En remerciement, Vaughan resta un de ses plus fidèles serviteurs.
Vaughan fut nommé shérif du Surrey et du Sussex en 1464. En 1465, Édouard le nomma trésorier du Roi.
Vaughan fut également envoyé comme ambassadeur en Bourgogne et en France. Il négocia notamment le mariage de Marguerite d'York avec Charles le Téméraire en 1468.
En 1475, le même jour où le jeune Édouard d'York fut investi Prince de Galles, Vaughan fut adoubé.
Après la mort d'Édouard IV le 9 avril 1483, Vaughan accompagna le jeune roi Édouard V, avec l'assistance d'Anthony Woodville et Richard Grey, vers Londres. Le 30 avril, Vaughan fut arrêté à Stony Stratford et emprisonné sur ordre de Richard de Gloucester, frère d'Édouard IV. Gloucester accéda ensuite au trône en poussant le Parlement à déclarer les héritiers de son royal frère illégitimes, par l'arrêt Titulus Regius. Vaughan, Grey et Rivers furent peu après exécutés au château de Pontefract le 25 juin 1483.[réf. incomplète]